# 르포르 골절
르포르 골절(Le Fort fracture)는 상악골을 포함하는 중안면부의 골절이다. 르포르 골절은 안면부에 외상을 받을 경우 흔히 일어난다.

## 역사
프랑스의 외과의사 르네 르포르(René Le Fort)는 카데바의 두개골에 충격을 가하여 두개골이 골절되는 양상을 조사하였다. 그는 두개골에 충격이 가해졌을 때 나타나는 골절선이 3가지의 유형으로 나타난다는 것을 발견하였고 이를 정리하여 르포르 골절 분류를 만들었다.

## 분류
- 르포르 I급 골절: 골절선이 이상구(piriform aperture)의 하방을 수평적으로 횡단하여 상악골이 상부 안면골과 분리된 형태이다.
- 르포르 II급 골절: 삼각 골절이라고도 하며, 비골상악분절이 관골과 안와골로부터 분리된 형태이다.
- 르포르 III급 골절: 골절선이 관골전두봉합, 안와저, 안와내벽, 비골사골봉합, 상악골전두봉합을 지나가며, 두개관(calvarium)과 안면골이 완전히 분리된 상태이다.

## 응용
악안면부의 부조화를 해결하기 위해 시행하는 악정형수술은 르포르 I급 골절선을 따라 시행하며 이를 르포르 I급 골절단술(Le Fort I osteotomy)라 부른다.

## 같이 보기
- 구강외과